# Lutterworth

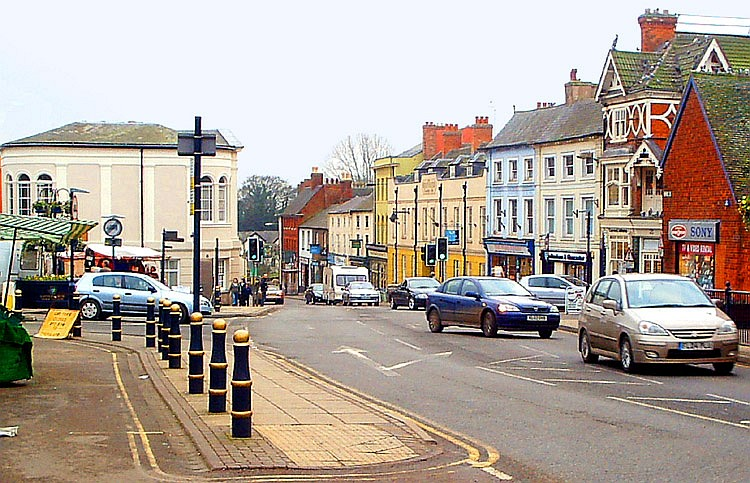
Market Street in Lutterworth

Lutterworth ist eine Kleinstadt und Gemeinde im Distrikt Harborough der Grafschaft Leicestershire in England. Bei der Volkszählung in der Europäischen Union 2011 hatte sie eine Bevölkerungszahl von 9907.

## Lage
Die Stadt liegt elf Kilometer nördlich von Rugby in Warwickshire und 24 Kilometer südlich von Leicester.

## Geschichte
König Johann Ohneland verlieh der Stadt 1214 das Marktrecht. Bis heute wird hier ein Markt abgehalten. Von 1374 bis 1384 war John Wyclif an der Kirche St. Mary Rektor. Hier hat somit auch die erste von ihm durchgeführte Übersetzung der Bibel aus dem Latein ins Englische stattgefunden.

## Gemeindepartnerschaften
Lutterworth ist mit der französischen Gemeinde Chambourcy in der Île-de-France partnerschaftlich verbunden.